# Fiat Palio
Der Fiat Palio ist ein seit 1996 angebotener Kleinwagen von Fiat. Da er für den Weltmarkt entwickelt wurde und unter anderem in Brasilien, Argentinien, Ägypten, der Volksrepublik China, Indien, Russland, Südafrika und der Türkei gebaut wird, bekam er schnell den Spitznamen „Weltauto“.
Während im deutschsprachigen Raum nur die Kombiversion verkauft wurde, wird in Italien und einigen anderen Märkten auch eine drei- bzw. fünftürige Steilhecklimousine angeboten.

## Geschichte
Im Frühjahr 1996 kam in diversen Ländern der Palio als drei- oder fünftüriges Steilheck auf den Markt. Aufgrund seiner eher spartanischen Ausstattung war der Palio in erster Linie als kosteneffektives Nutzfahrzeug gedacht, als was er in Europa auch verwendet wurde.
In Deutschland wurde von Sommer 1998 bis Mitte 2003 nur der fünftürige Kombi als Palio Weekend verkauft. Seine Konkurrenten waren unter anderem der Kia Rio, der Lada 2111 und die Kombiversion des Škoda Felicia/Fabia I.
Die viertürige Stufenheckversion heißt Fiat Siena, und die Pick-up-Variante wird als Fiat Strada verkauft.
Später wurde noch ein 51-kW-Turbo-Diesel (70 TD), ein 74- (später: 76-)kW-Benziner, ein 44-kW-Benziner sowie ein 1,9-Saug-Diesel mit 46 kW angeboten.
Der Palio wurde Anfang 2001 und Mitte 2003 jeweils einem Facelift unterzogen. In der Türkei hieß die Stufenheckversion nicht Siena, sondern Fiat Albea.
Ab 2004 wurde er zudem mit dem sogenannten Flex-Motor (für Flexible Fuel Vehicle) angeboten, der nicht nur mit Benzin, sondern auch mit auf umweltschonende Weise erzeugbaren Alkoholen (Methanol, Ethanol) betrieben werden konnte.
Mitte 2006 erhielt die Reihe ein weiteres Facelift.
Für den indischen Markt sollte der Palio ab 2009 auch in einer Erdgasversion (CNG) angeboten werden.

## Motoren

### Benziner
- 1.0 16V: Vierzylinder mit 998 cm³ Hubraum und 44 kW (60 PS) (für Brasilien)
- 1.2 8V: Vierzylinder mit 1242 cm³ Hubraum und 44 kW (60 PS) (ab 2001, aus dem Punto II)
- 1.2 8V: Vierzylinder mit 1242 cm³ Hubraum und 54 kW (73 PS) (bis 2001, aus dem Punto I)
- 1.2 16V: Vierzylinder mit 1242 cm³ Hubraum und 59 kW (80 PS) (ab 2001, aus dem Punto II)
- 1.6 16V: Vierzylinder mit 1581 cm³ Hubraum und 74 kW (101 PS) (ab 2001: 1596 cm³, 76 kW/103 PS aus dem Bravo)

### Diesel
- 1.3 M-Jet 16V: Vierzylinder Turbodiesel mit 1248 cm³ Hubraum und 63 kW (85 PS; für Strada)
- 1.7 TD 8V: Vierzylinder Turbodiesel mit 1698 cm³ Hubraum und 51 kW (70 PS) (bis 2001, aus dem Punto I)
- 1.9 D 8V: Vierzylinder Saugdiesel mit 1910 cm³ Hubraum und 46 kW (63 PS) (ab 2001, aus dem Doblò)
- 1.9 JTD 8V: Vierzylinder Turbodiesel mit 1910 cm³ Hubraum und 59 kW (80 PS; für Strada)

## Modellvarianten

Palio (1G, 1996–2001)
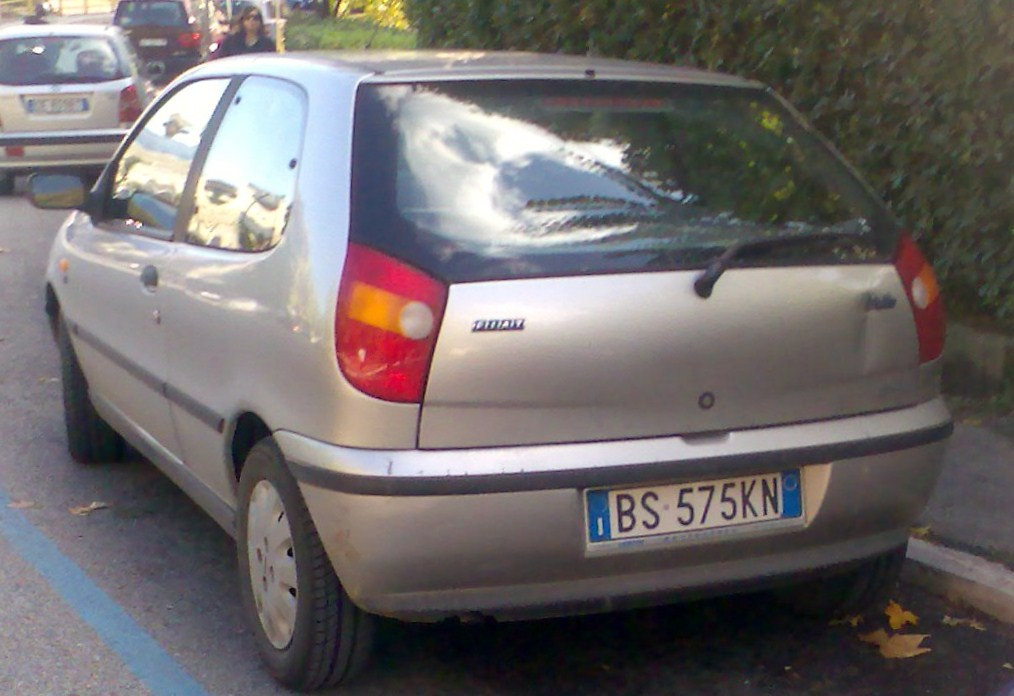
Fiat Palio Dreitürer
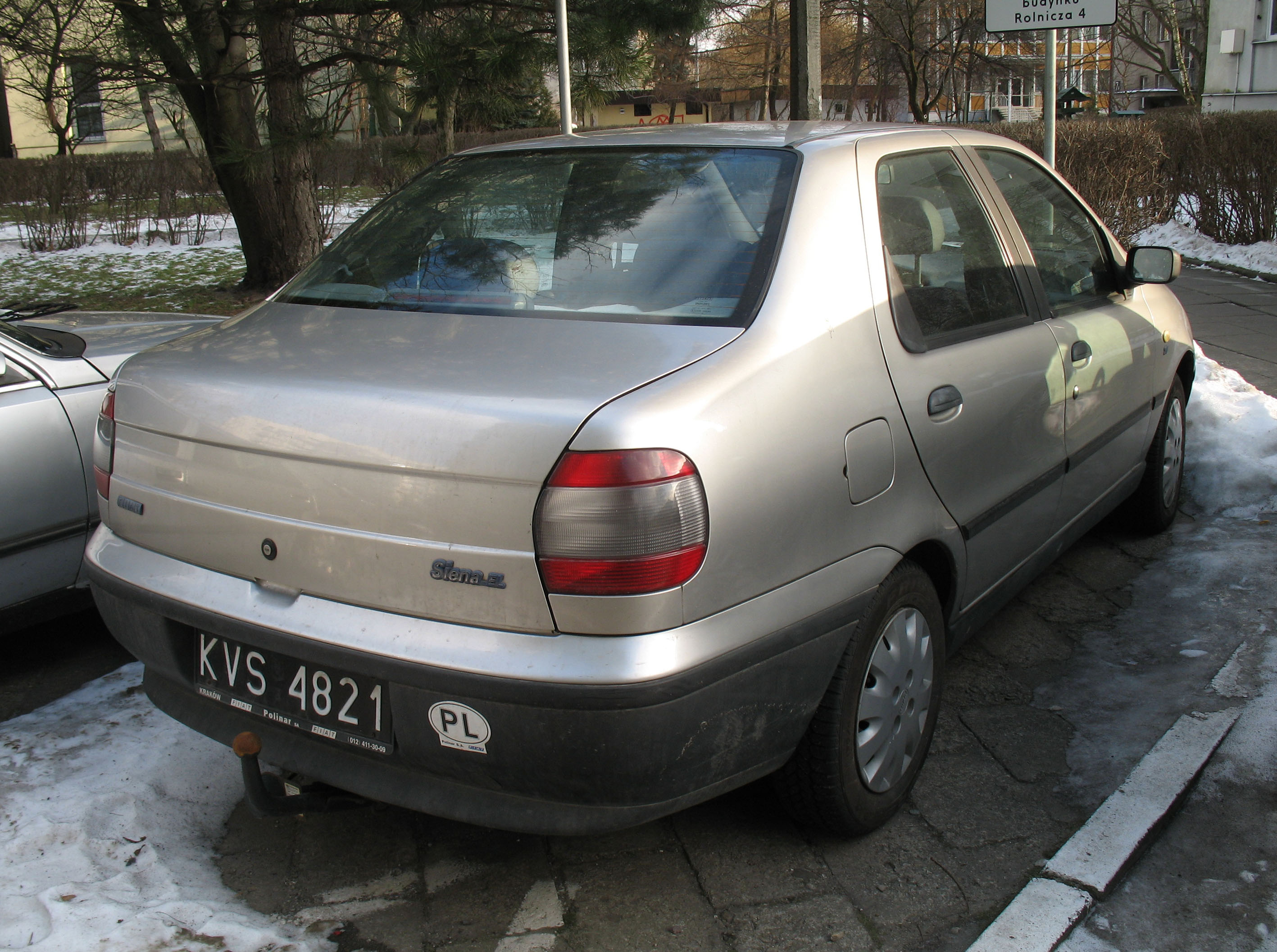
Fiat Siena
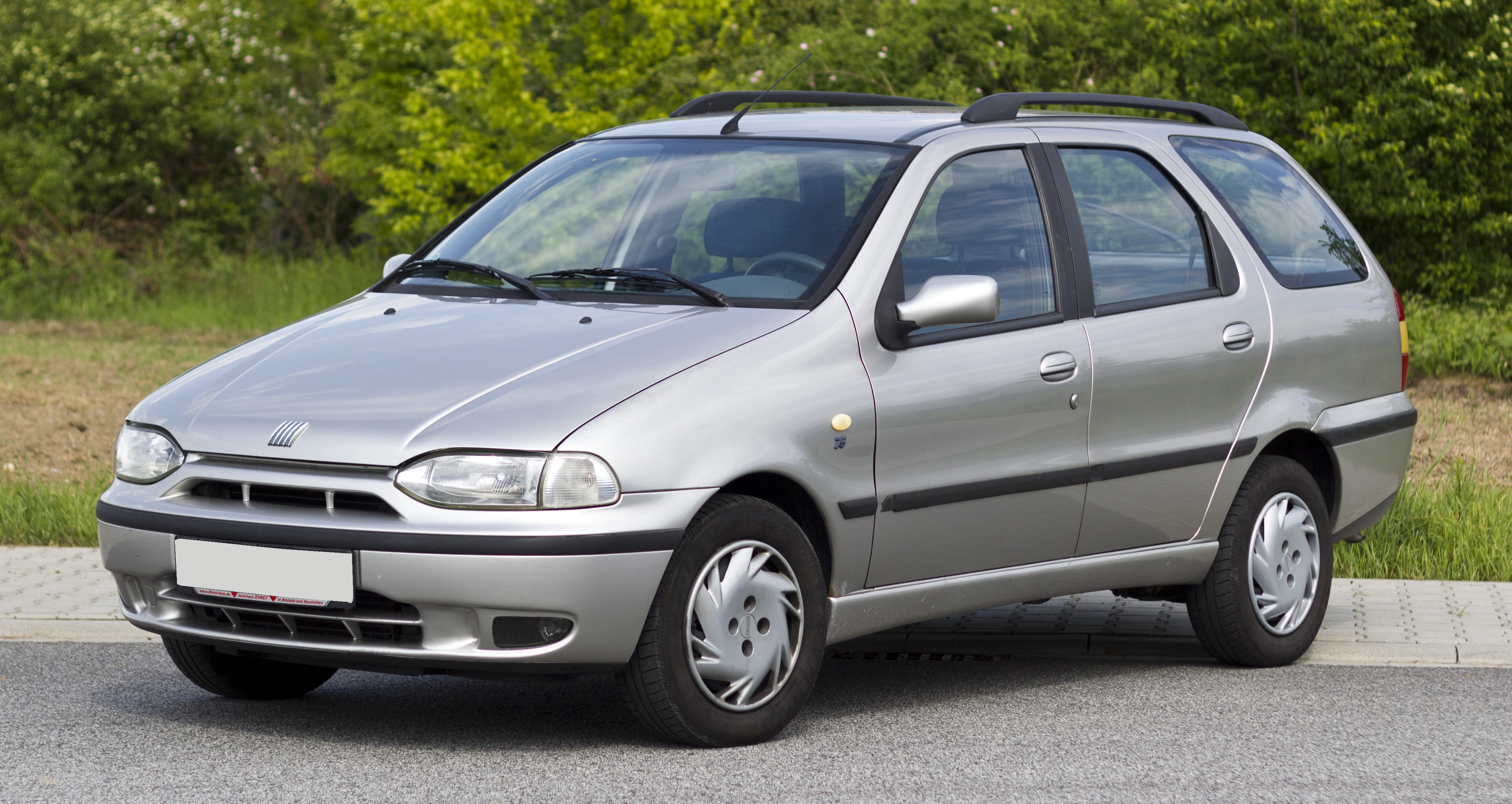
Fiat Palio Weekend
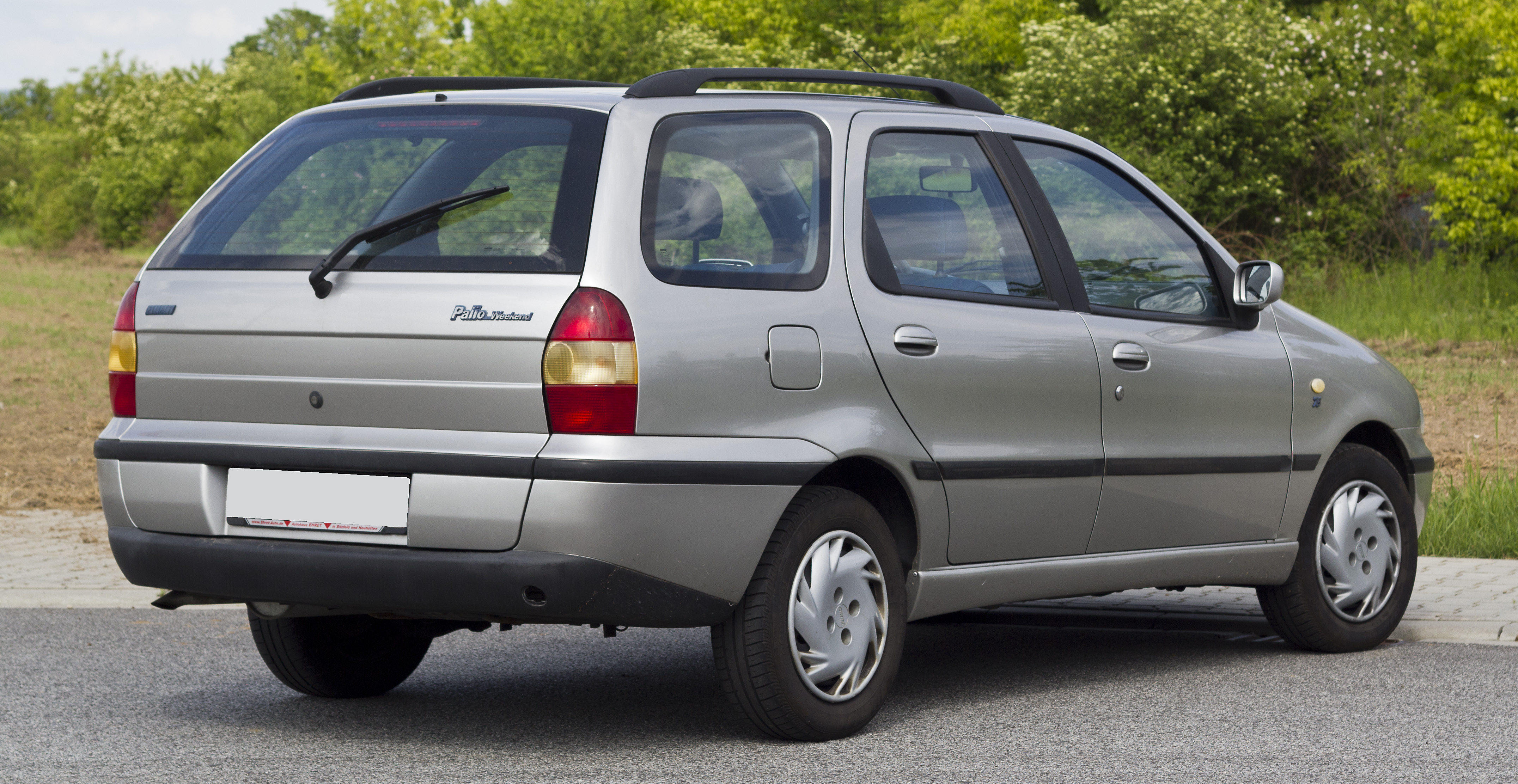
Heckansicht

Palio (2G, 2001–2003)
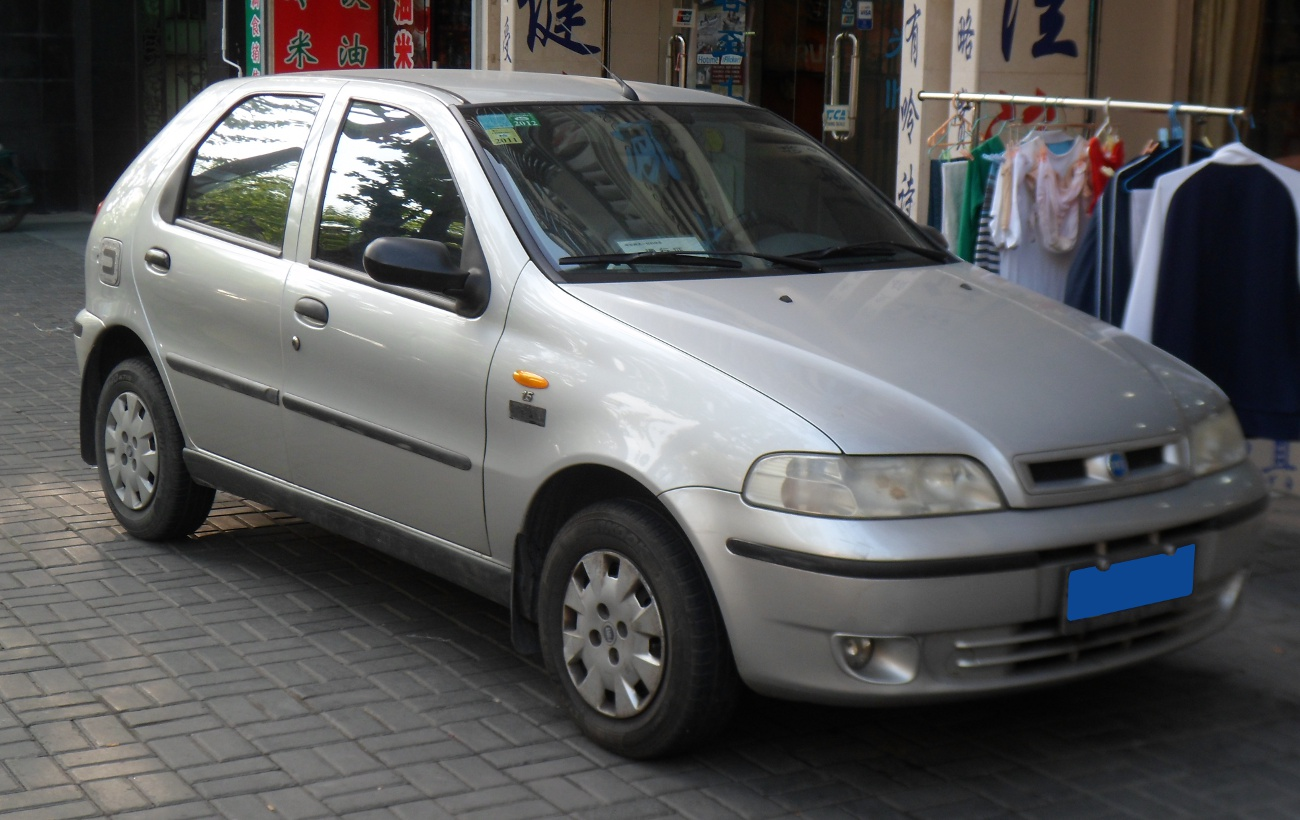
Fiat Palio Fünftürer
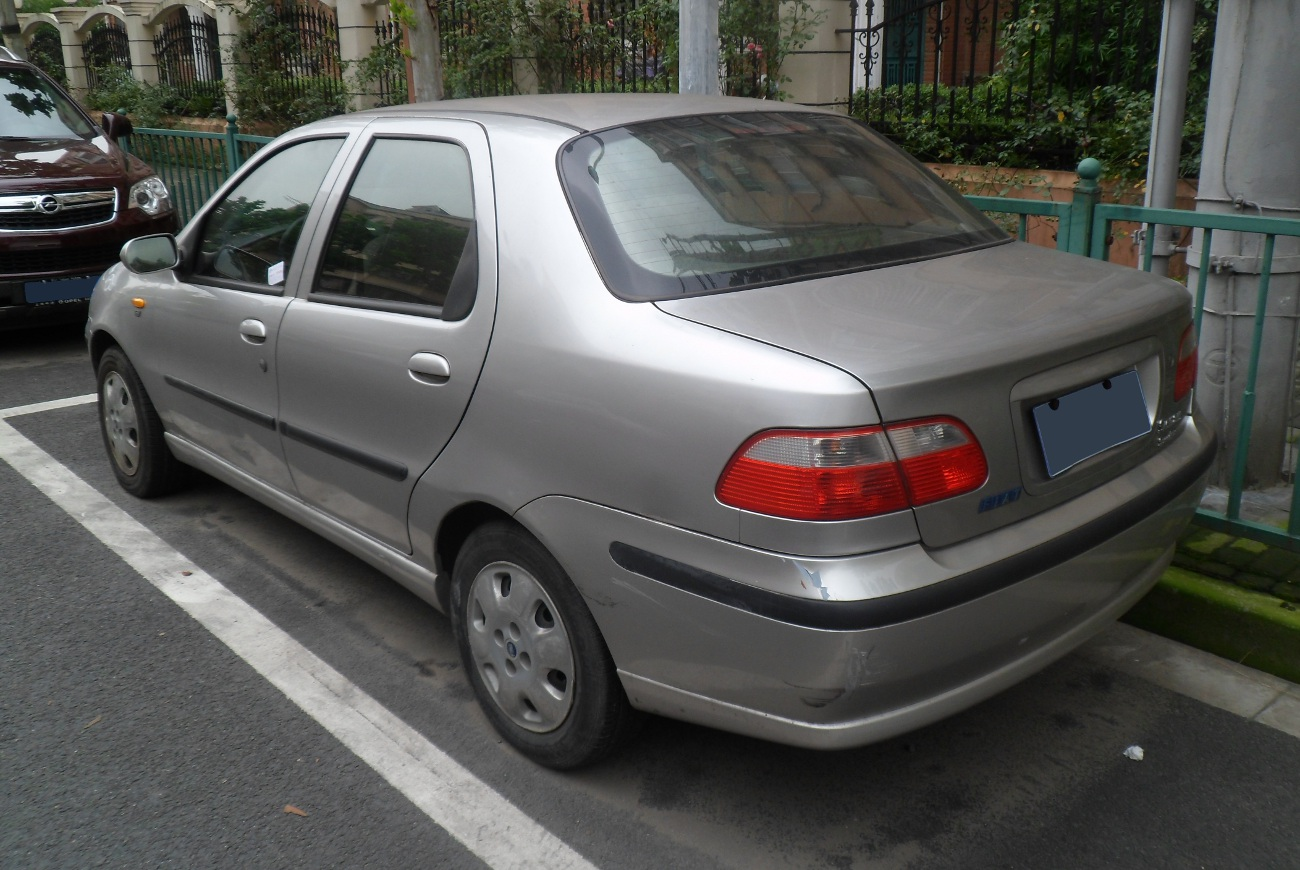
Fiat Siena
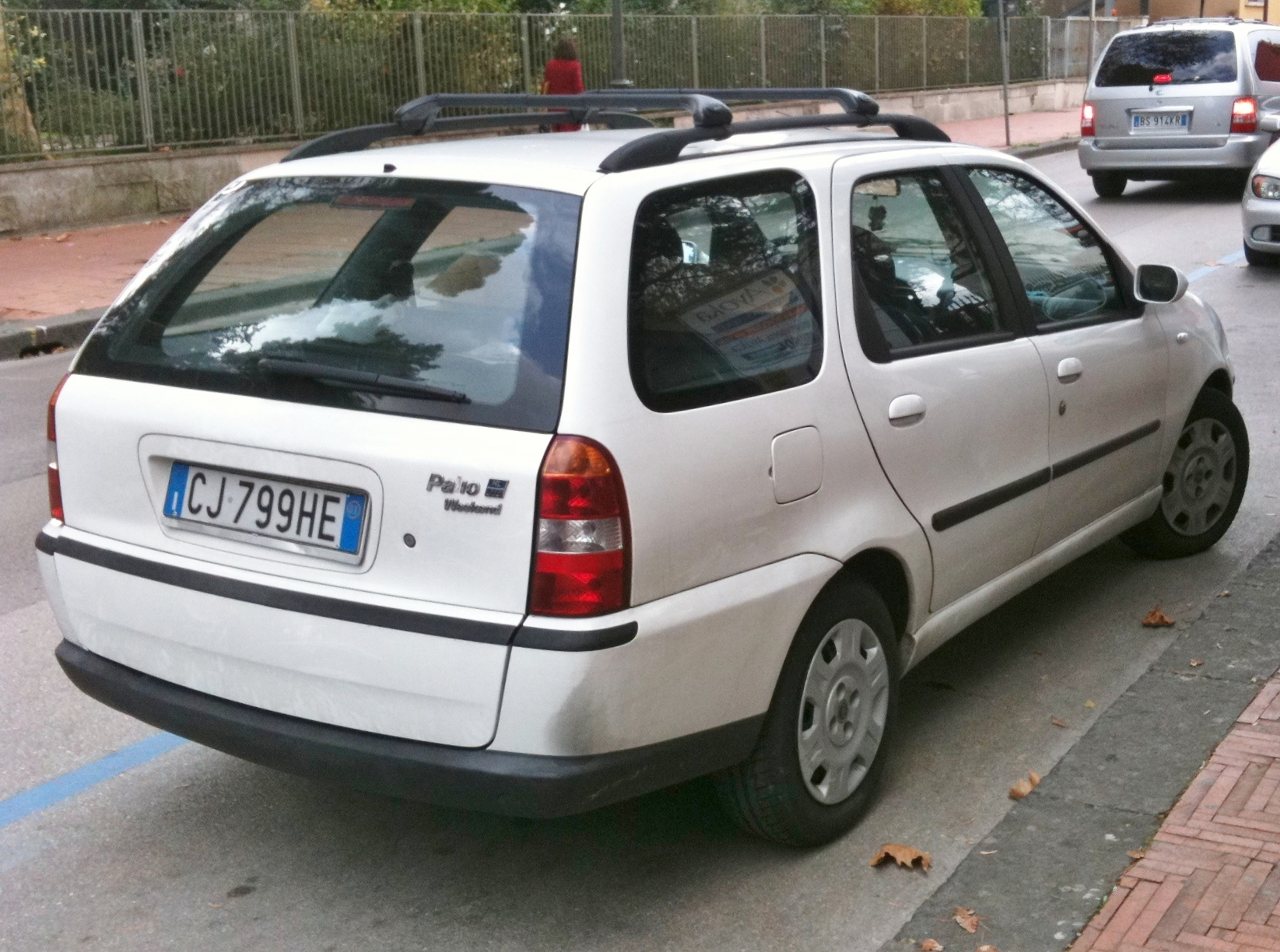
Fiat Palio Weekend
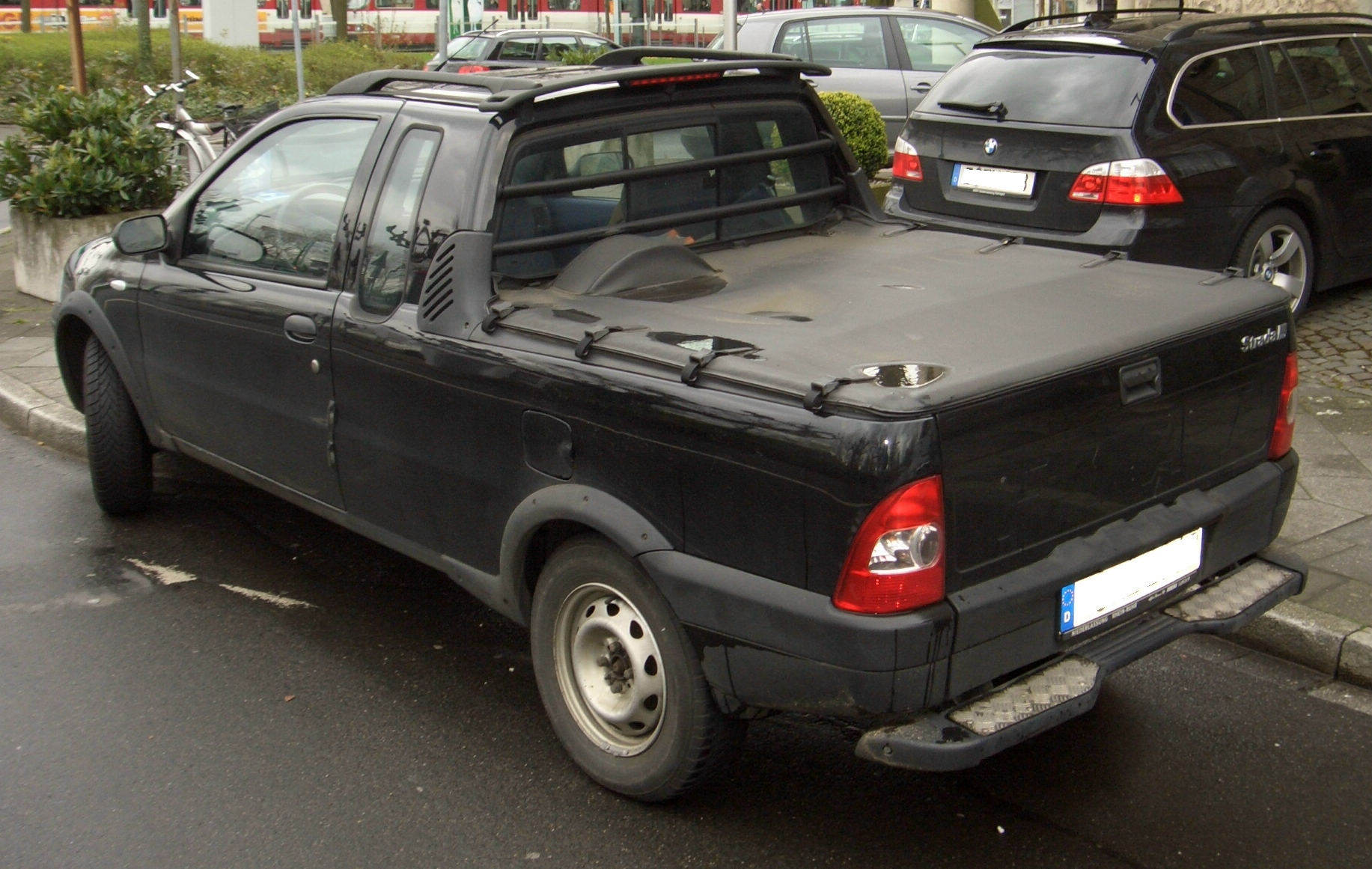
Fiat Strada

Palio (3G, 2003–2006)
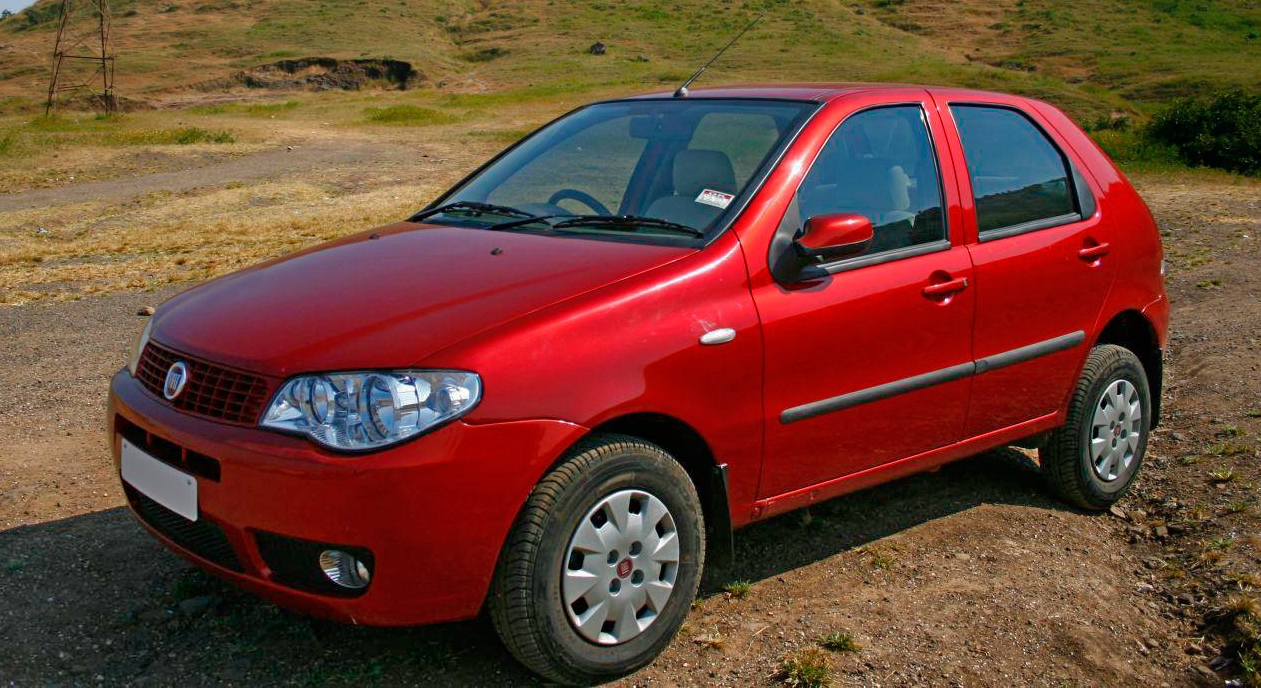
Fiat Palio Fünftürer
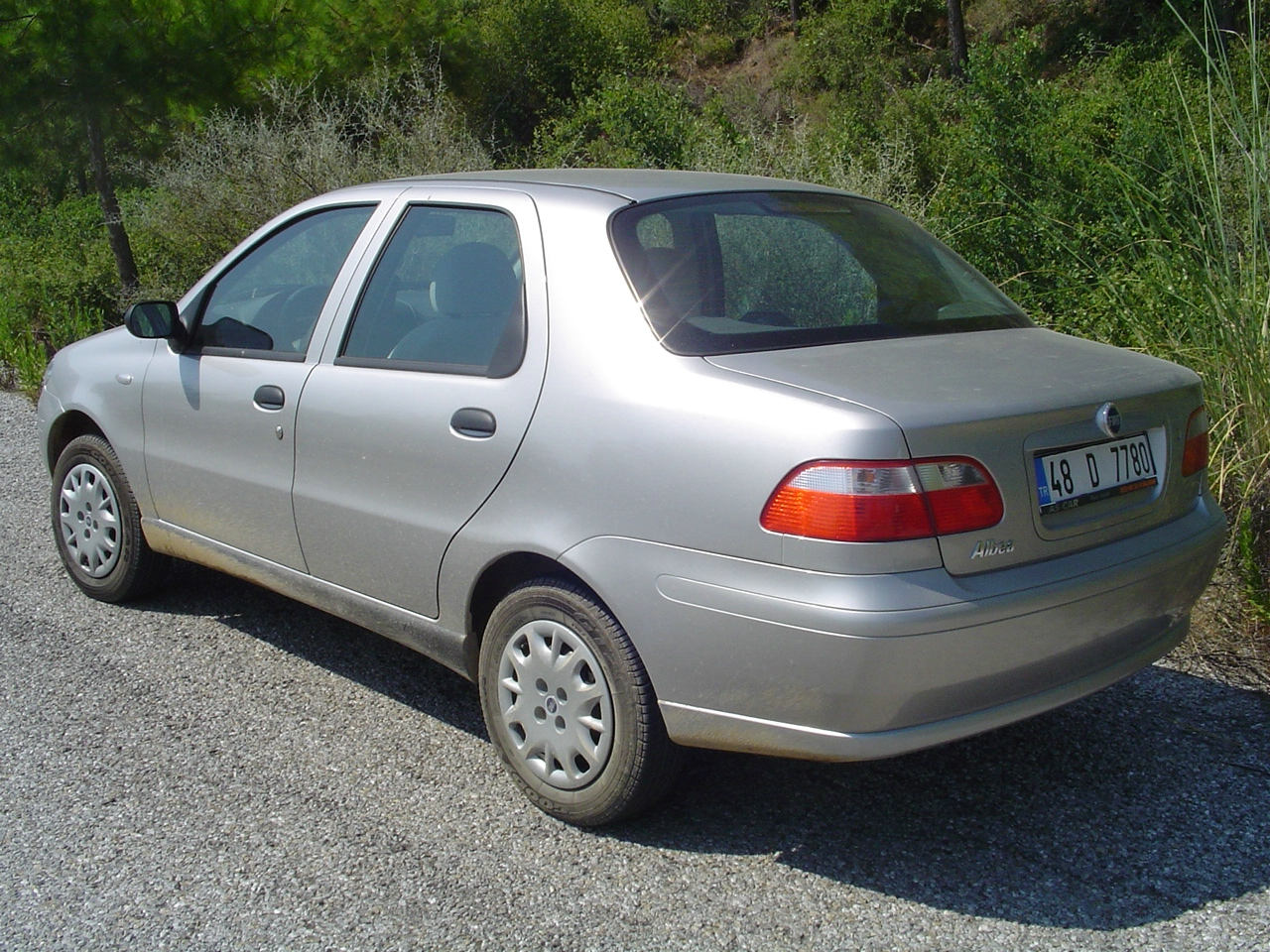
Fiat Albea
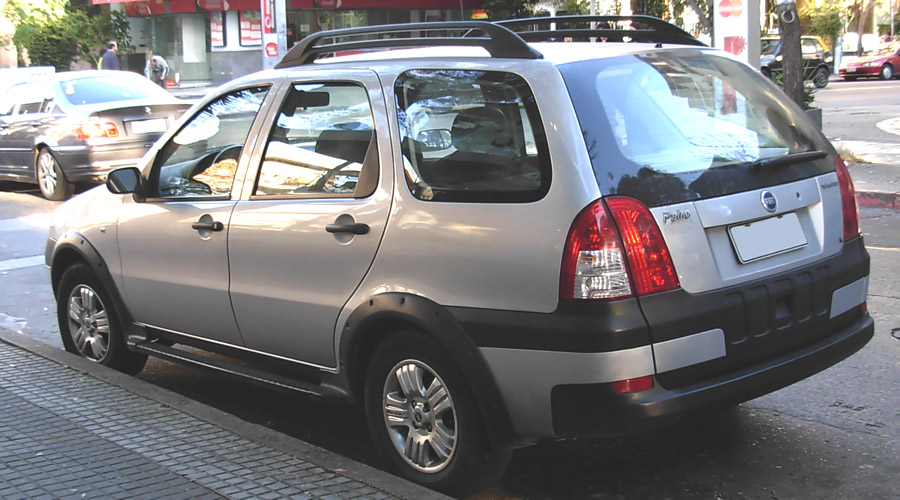
Fiat Palio Adventure
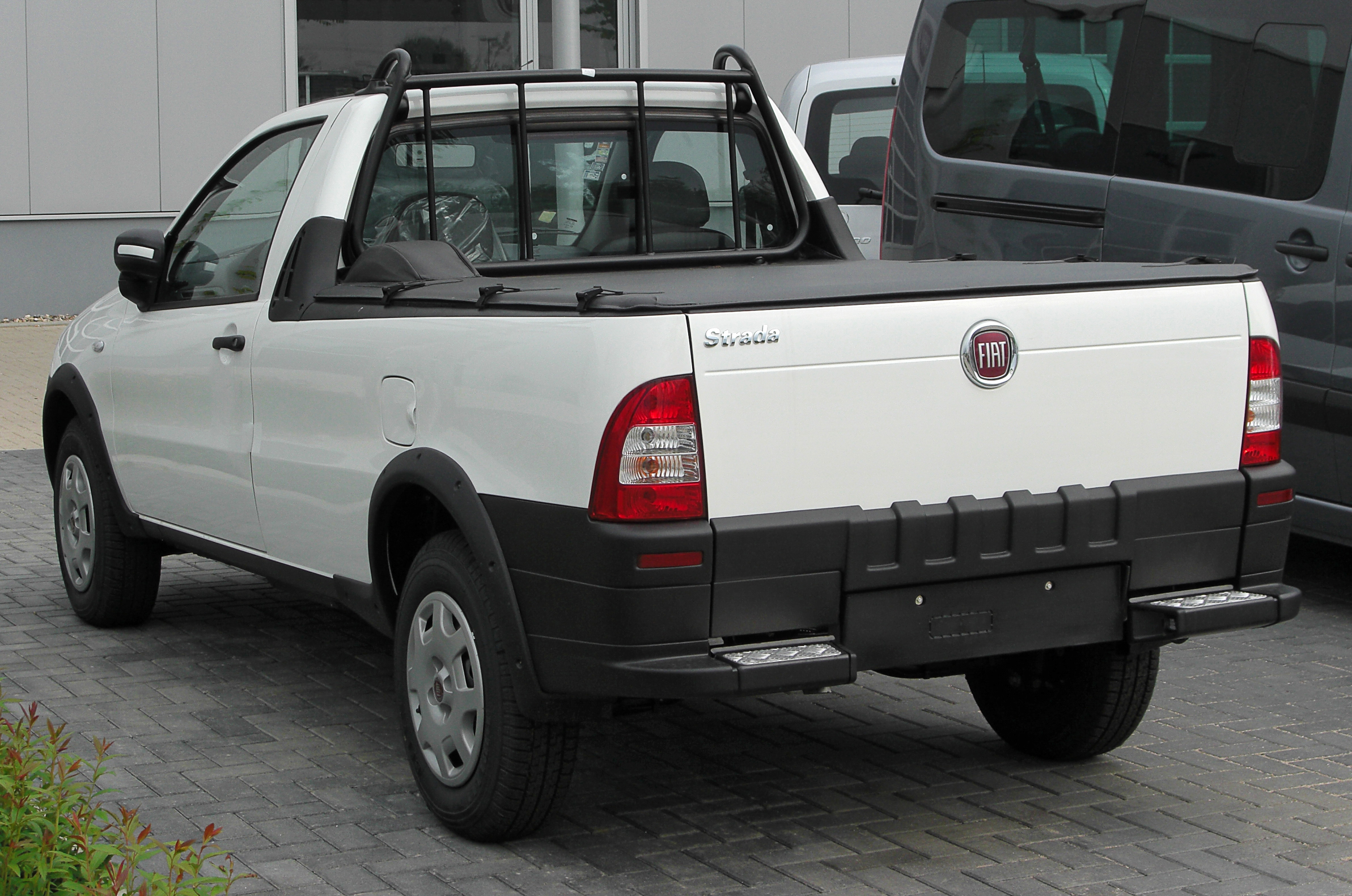
Fiat Strada

Palio (4G, seit 2006)
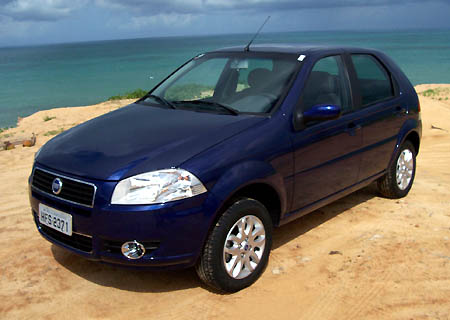
Fiat Palio
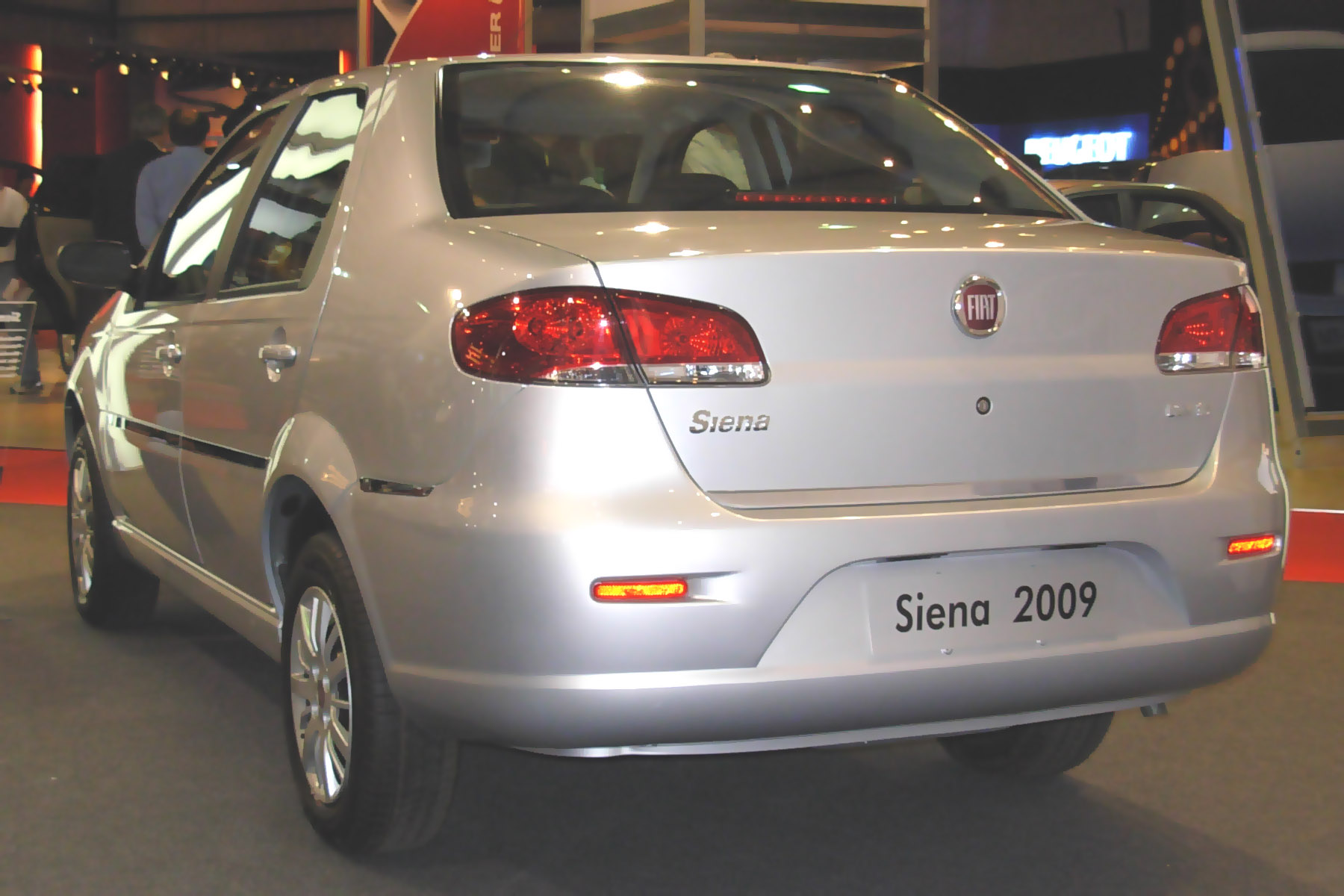
Fiat Siena
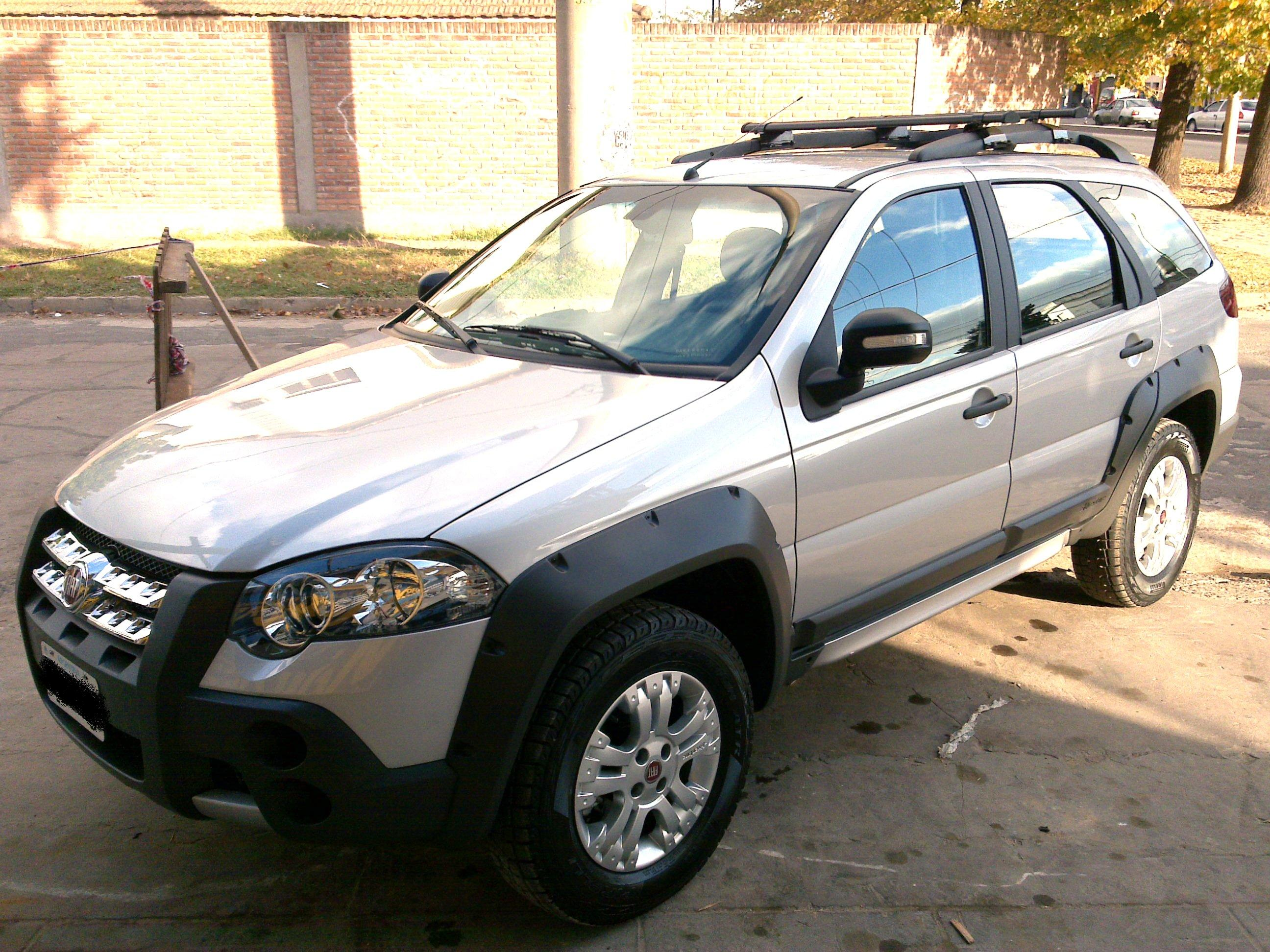
Fiat Palio Adventure
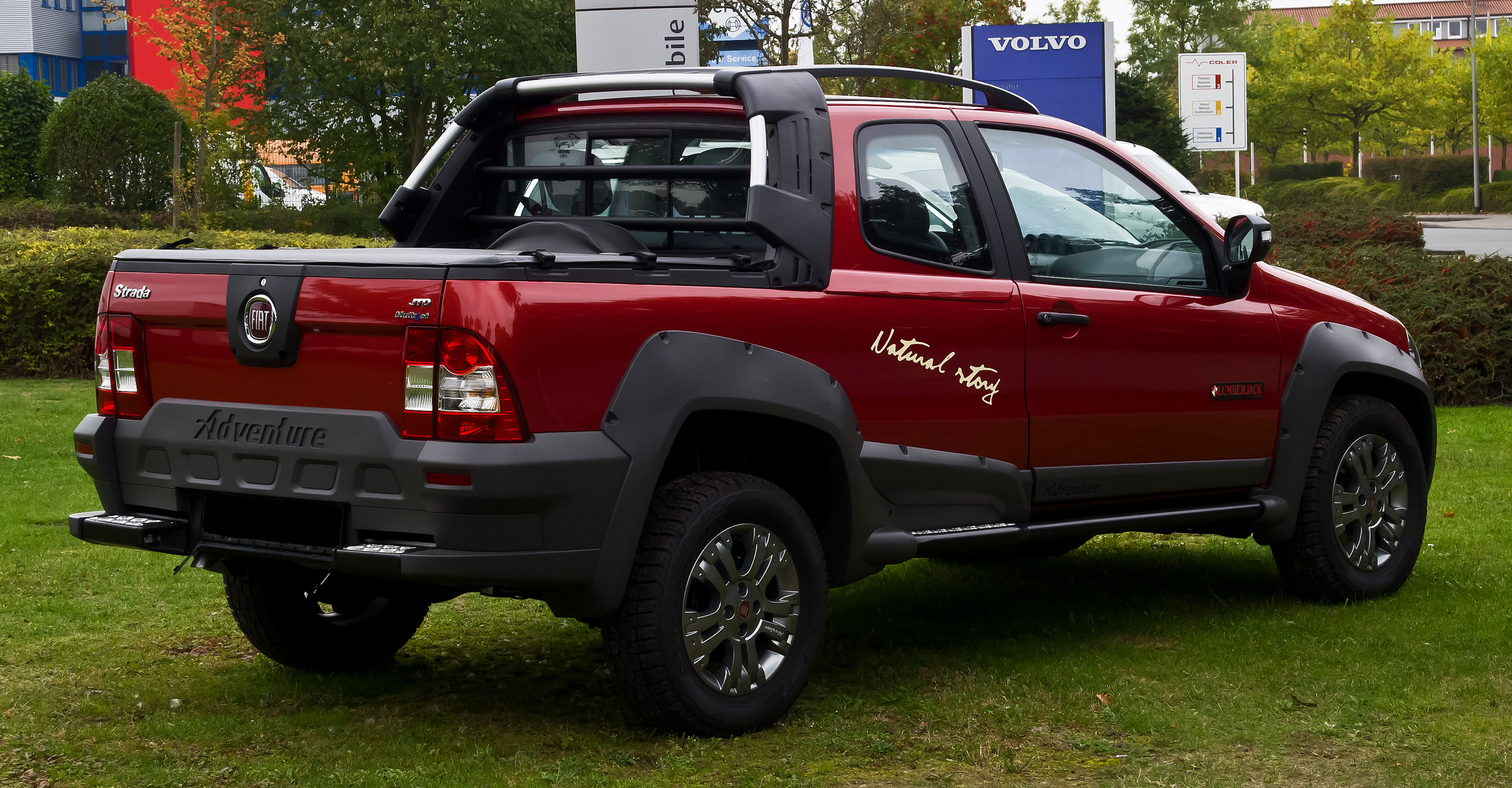
Fiat Strada Adventure

## Novo Palio
Ab 2012 wurde ein neues Modell (Novo Palio) angeboten. Auf einigen Märkten wird das alte Modell als Palio Fire parallel weiterhin verkauft.

### Technische Daten
|                            | 1.0 Evo              | 1.4 Evo              | 1.6 16V               |
| Bauzeitraum                | 2012–2017            | 2012–2017            | 2012–2017             |
| Motorkenndaten             |                      |                      |                       |
| Motortyp                   | R4-Ottomotor         | R4-Ottomotor         | R4-Ottomotor          |
| Hubraum                    | 999 cm³              | 1368 cm³             | 1598 cm³              |
| max. Leistung bei min−1    | 55 kW (75 PS) / 6250 | 65 kW (88 PS) / 5750 | 86 kW (117 PS) / 5500 |
| max. Drehmoment bei min−1  | 97 Nm / 3850         | 123 Nm / 3500        | 165 Nm / 4500         |
| Kraftübertragung           |                      |                      |                       |
| Antrieb                    | Vorderradantrieb     | Vorderradantrieb     | Vorderradantrieb      |
| Messwerte                  |                      |                      |                       |
| Höchstgeschwindigkeit      | 157 km/h             | 173 km/h             | 192–193 km/h          |
| Beschleunigung, 0–100 km/h | 15,0 s               | 12,2 s               | 9,8 s                 |